# Kamer van volksvertegenwoordigers (samenstelling 1981-1985)
De lijst van leden van de Belgische Kamer van volksvertegenwoordigers van 1981 tot 1985. De Kamer van volksvertegenwoordigers telde toen nog 212 leden.  Het federale kiesstelsel was in die periode gebaseerd op algemeen enkelvoudig stemrecht voor alle Belgen van 18 jaar en ouder, volgens een systeem van evenredige vertegenwoordiging op basis van de Methode-D'Hondt, gecombineerd met een districtenstelsel.
De 45ste legislatuur van de Kamer van volksvertegenwoordigers liep van 27 november 1981 tot 2 september 1985 en volgde uit de verkiezingen van 8 november 1981.
Tijdens deze legislatuur was de regering-Martens V in functie, die steunde op een meerderheid van christendemocraten (CVP/PSC) en liberalen (PRL/PVV). De oppositie bestond dus uit PS, SP, Volksunie, Agalev, Ecolo, FDF, RW, KPB-PCB, UDRT-RAD en Vlaams Blok.

## Zittingen
In de 45ste zittingsperiode (1981-1985) vonden vier zittingen plaats. Van rechtswege kwamen de Kamers ieder jaar bijeen op de tweede dinsdag van oktober.
| Zitting                | Opening          | Sluiting         |
| ---------------------- | ---------------- | ---------------- |
| 1ste zitting 1981-1982 | 27 november 1981 | 11 oktober 1982  |
| 2de zitting 1982-1983  | 12 oktober 1982  | 10 oktober 1983  |
| 3de zitting 1983-1984  | 11 oktober 1983  | 8 oktober 1984   |
| 4de zitting 1984-1985  | 9 oktober 1984   | 2 september 1985 |

De Kamers werden ontbonden door het koninklijk besluit van 2 september 1985 houdende ontbinding van de Wetgevende Kamers en van de provinciale raden.

## Samenstelling
| Begin legislatuur (1981) | Begin legislatuur (1981) | Begin legislatuur (1981) | Einde legislatuur (1985) | Einde legislatuur (1985) | Einde legislatuur (1985) |
| Fractie                  | Fractie                  | Zetels                   | Fractie                  | Fractie                  | Zetels                   |
| ------------------------ | ------------------------ | ------------------------ | ------------------------ | ------------------------ | ------------------------ |
|                          | CVP                      | 43                       |                          | CVP                      | 43                       |
|                          | PS                       | 35                       |                          | PS                       | 36                       |
|                          | PVV                      | 28                       |                          | PVV                      | 28                       |
|                          | SP                       | 26                       |                          | SP                       | 26                       |
|                          | PRL                      | 24                       |                          | PRL                      | 24                       |
|                          | Volksunie                | 20                       |                          | Volksunie                | 20                       |
|                          | PSC                      | 18                       |                          | PSC                      | 18                       |
|                          | FDF-RW                   | 8                        |                          | FDF                      | 4                        |
|                          | Agalev-Ecolo             | 4                        |                          | Agalev-Ecolo             | 4                        |
|                          | UDRT-RAD                 | 3                        |                          | UDRT-RAD                 | 2                        |
|                          | KPB-PCB                  | 2                        |                          | KPB-PCB                  | 2                        |
|                          | Vlaams Blok              | 1                        |                          | RW                       | 2                        |
|                          |                          |                          |                          | Vlaams Blok              | 1                        |
|                          |                          |                          |                          | Onafhankelijk            | 2                        |

Wijzigingen in fractiesamenstelling:
- In 1983 verlaat Roger Nols zijn partij FDF. Hij zetelt vanaf dan als onafhankelijke, ook al stapt hij in 1984 over naar de PRL.
- In 1984 verlaat Thomas Delahaye zijn partij UDRT-RAD.
- In 1983 verlaten RW-verkozenen Henri Mordant en Mathilde Boniface, de gezamenlijke FDF-RW-fractie en vormen vanaf dan de RW-fractie.
- In 1983 verlaat Henri Simonet zijn partij PS. In 1984 neemt hij ontslag en wordt vervangen door Edgard D'Hose (PS). Hierdoor behoudt de partij zijn aantal zetels.
- In 1985 verlaat Léon Defosset zijn partij FDF en stapt over naar de PS.

## Lijst van de volksvertegenwoordigers
| Volksvertegenwoordiger           | Partij      | Kieskring                 | Taalgroep  | Opmerkingen |
| -------------------------------- | ----------- | ------------------------- | ---------- | --- |
| Leo Tindemans                    | CVP         | Antwerpen                 | Nederlands | |
| Baudouin Franck                  | CVP         | Antwerpen                 | Nederlands | Vervangt vanaf 9 oktober 1984 Karel Blanckaert, die rechter aan het Arbitragehof wordt. Blanckaert was voorzitter van de CVP-fractie tot 30 september 1984.                                                    |
| Herman Suykerbuyk                | CVP         | Antwerpen                 | Nederlands | |
| Frank Swaelen                    | CVP         | Antwerpen                 | Nederlands | |
| Jos Ansoms                       | CVP         | Antwerpen                 | Nederlands | |
| Wivina Demeester                 | CVP         | Antwerpen                 | Nederlands | |
| Lode Hancké                      | SP          | Antwerpen                 | Nederlands | Vervangt vanaf 27 januari 1983 Bob Cools, die burgemeester van Antwerpen wordt. |
| Olga Lefeber                     | SP          | Antwerpen                 | Nederlands | Vervangt vanaf 18 januari 1983 Jan Mangelschots, die schepen van Antwerpen wordt. |
| Jos Van Elewyck                  | SP          | Antwerpen                 | Nederlands | |
| Marcel Colla                     | SP          | Antwerpen                 | Nederlands | |
| Leona Detiège                    | SP          | Antwerpen                 | Nederlands | |
| Frans Grootjans                  | PVV         | Antwerpen                 | Nederlands | Tot 6 januari 1985 ondervoorzitter en voorzitter van de commissie Buitenlandse Zaken. |
| Jacky Buchmann                   | PVV         | Antwerpen                 | Nederlands | |
| Ward Beysen                      | PVV         | Antwerpen                 | Nederlands | |
| Etienne de Groot                 | PVV         | Antwerpen                 | Nederlands | Vanaf 9 oktober 1984 voorzitter van de commissie Volksgezondheid, Gezin en Leefmilieu. |
| Hugo Schiltz                     | Volksunie   | Antwerpen                 | Nederlands | |
| André De Beul                    | Volksunie   | Antwerpen                 | Nederlands | Secretaris tot 7 januari 1982. |
| Oktaaf Meyntjens                 | Volksunie   | Antwerpen                 | Nederlands | |
| Karel Dillen                     | Vlaams Blok | Antwerpen                 | Nederlands | |
| Ludo Dierickx                    | Agalev      | Antwerpen                 | Nederlands | Voorzitter van de Ecolo-Agalev-fractie. |
| Guido Verhaegen                  | CVP         | Mechelen                  | Nederlands | |
| Luc Van den Brande               | CVP         | Mechelen                  | Nederlands | Voorzitter van de CVP-fractie vanaf 9 oktober 1984. |
| Jef Ramaekers                    | SP          | Mechelen                  | Nederlands | Ondervoorzitter tot 26 mei 1983 en voorzitter van de commissie Onderwijs, Wetenschapsbeleid en Cultuur. |
| Lucien Van de Velde              | PVV         | Mechelen                  | Nederlands | |
| Joos Somers                      | Volksunie   | Mechelen                  | Nederlands | Secretaris vanaf 11 oktober 1983. |
| Fernand Geyselings               | Agalev      | Mechelen                  | Nederlands | |
| Jos Dupré                        | CVP         | Turnhout                  | Nederlands | |
| Hugo Van Rompaey                 | CVP         | Turnhout                  | Nederlands | |
| Renaat Peeters                   | CVP         | Turnhout                  | Nederlands | Secretaris. |
| Zefa Raeymaekers                 | CVP         | Turnhout                  | Nederlands | |
| Jef Sleeckx                      | SP          | Turnhout                  | Nederlands | |
| Willy Taelman                    | PVV         | Turnhout                  | Nederlands | Ondervoorzitter vanaf 17 januari 1985. |
| Jozef Belmans                    | Volksunie   | Turnhout                  | Nederlands | |
| Rika Steyaert                    | CVP         | Brussel                   | Nederlands | |
| Paul De Keersmaeker              | CVP         | Brussel                   | Nederlands | |
| Achille Diegenant                | CVP         | Brussel                   | Nederlands | |
| Georges Cardoen                  | CVP         | Brussel                   | Nederlands | |
| Paul Vanden Boeynants            | PSC         | Brussel                   | Frans      | |
| José Desmarets                   | PSC         | Brussel                   | Frans      | |
| Jean-Louis Thys                  | PSC         | Brussel                   | Frans      | |
| Edgard D'Hose                    | PS          | Brussel                   | Frans      | Vervangt vanaf 22 mei 1984 Henri Simonet, die zijn zetel aan zijn partij teruggeeft. Simonet zetelde van 27 oktober 1983 tot 22 mei 1984 als onafhankelijke.                                                   |
| Philippe Moureaux                | PS          | Brussel                   | Frans      | |
| François Guillaume               | PS          | Brussel                   | Frans      | |
| Hervé Brouhon                    | PS          | Brussel                   | Frans      | Voorzitter van de PS-fractie tot 18 december 1981. |
| Roger De Wulf                    | SP          | Brussel                   | Nederlands | |
| Victor Vanderheyden              | SP          | Brussel                   | Nederlands | |
| Willy Cortois                    | PVV         | Brussel                   | Nederlands | Vervangt vanaf 31 juli 1984 August De Winter, die lid wordt van het Europees Parlement. De Winter was van 18 december 1981 tot 24 juli 1984 voorzitter van de PVV-fractie.                                     |
| Dieudonné Horlait                | PVV         | Brussel                   | Nederlands | Vervangt vanaf 9 oktober 1984 Louis De Grève, die rechter aan het Arbitragehof wordt. De Grève was tot 10 september 1984 voorzitter van de commissie Volksgezondheid, Gezin en Leefmilieu.                     |
| Annemie Neyts                    | PVV         | Brussel                   | Nederlands | |
| Robert Henrion                   | PRL         | Brussel                   | Frans      | Voorzitter van de PRL-fractie vanaf 18 december 1981. |
| Georges Mundeleer                | PRL         | Brussel                   | Frans      | Secretaris. |
| Edouard Klein                    | PRL         | Brussel                   | Frans      | |
| Omer Huylebrouck                 | PRL         | Brussel                   | Frans      | |
| Armand De Decker                 | PRL         | Brussel                   | Frans      | |
| Vic Anciaux                      | Volksunie   | Brussel                   | Nederlands | |
| Jef Valkeniers                   | Volksunie   | Brussel                   | Nederlands | Secretaris van 8 januari 1982 tot 11 oktober 1983. |
| Daan Vervaet                     | Volksunie   | Brussel                   | Nederlands | |
| Antoinette Spaak                 | FDF         | Brussel                   | Frans      | |
| Léon Defosset                    | FDF         | Brussel                   | Frans      | Stapt op 18 maart 1985 over naar de PS-fractie. Defosset is secretaris. |
| Roger Nols                       | FDF         | Brussel                   | Frans      | Zetelt vanaf 28 april 1983 als onafhankelijke. |
| Lucien Outers                    | FDF         | Brussel                   | Frans      | |
| Georges Clerfayt                 | FDF         | Brussel                   | Frans      | |
| Basile-Jean Risopoulos           | FDF         | Brussel                   | Frans      | Voorzitter van de FDF-RW/FDF-fractie. |
| Robert Hendrick                  | UDRT-RAD    | Brussel                   | Frans      | |
| Thomas Delahaye                  | UDRT-RAD    | Brussel                   | Nederlands | Zetelt vanaf 28 februari 1984 als onafhankelijke. Delahaye was tot 28 februari 1984 voorzitter van de UDRT-RAD-fractie.                                                                                        |
| Pascal Deroubaix                 | UDRT-RAD    | Brussel                   | Frans      | |
| Olivier Deleuze                  | Ecolo       | Brussel                   | Frans      | |
| Mark Eyskens                     | CVP         | Leuven                    | Nederlands | |
| Godelieve Devos                  | CVP         | Leuven                    | Nederlands | Vanaf 25 november 1982 voorzitter van de commissie Landbouw en Middenstand. |
| Fernand Piot                     | CVP         | Leuven                    | Nederlands | |
| Louis Tobback                    | SP          | Leuven                    | Nederlands | Voorzitter van de SP-fractie. |
| August Bogaerts                  | SP          | Leuven                    | Nederlands | |
| Georges Sprockeels               | PVV         | Leuven                    | Nederlands | |
| Louis Pans                       | PVV         | Leuven                    | Nederlands | |
| Jan Daems                        | PVV         | Leuven                    | Nederlands | |
| Luk Vanhorenbeek                 | Volksunie   | Leuven                    | Nederlands | Vervangt vanaf 31 juli 1984 Willy Kuijpers, die lid wordt van het Europees Parlement. Kuijpers was quaestor tot 21 juni 1984.                                                                                  |
| Valmy Féaux                      | PS          | Nijvel                    | Frans      | |
| Louis Michel                     | PRL         | Nijvel                    | Frans      | |
| Serge Kubla                      | PRL         | Nijvel                    | Frans      | |
| Mathilde Boniface                | RW          | Nijvel                    | Frans      | |
| Didier Bajura                    | KPB-PCB     | Nijvel                    | Frans      | Vervangt vanaf 11 oktober 1983 Jacques Nagels, die lid wordt van het Politiek Bureau van de KPB-PCB en dit niet wil combineren met het mandaat van parlementslid.                                              |
| Daniel Coens                     | CVP         | Brugge                    | Nederlands | |
| Emmanuel Desutter                | CVP         | Brugge                    | Nederlands | |
| Jan Leclercq                     | SP          | Brugge                    | Nederlands | Vervangt vanaf 18 januari 1983 Frank Van Acker, die burgemeester van Brugge wordt. |
| Albert Claes                     | PVV         | Brugge                    | Nederlands | |
| Raf Declercq                     | Volksunie   | Brugge                    | Nederlands | |
| Marc Olivier                     | CVP         | Kortrijk                  | Nederlands | |
| Antoon Steverlynck               | CVP         | Kortrijk                  | Nederlands | |
| Erik Derycke                     | SP          | Kortrijk                  | Nederlands | Vervangt vanaf 31 januari 1984 de overleden Marc Bourry. |
| Gilbert Bossuyt                  | SP          | Kortrijk                  | Nederlands | |
| André Kempinaire                 | PVV         | Kortrijk                  | Nederlands | |
| Franz Vansteenkiste              | Volksunie   | Kortrijk                  | Nederlands | |
| Cyriel Marchand                  | CVP         | Veurne-Diksmuide-Oostende | Nederlands | |
| Alfons Laridon                   | SP          | Veurne-Diksmuide-Oostende | Nederlands | |
| Raoul Bonnel                     | PVV         | Veurne-Diksmuide-Oostende | Nederlands | Secretaris. |
| Marcel Heughebaert               | PVV         | Veurne-Diksmuide-Oostende | Nederlands | |
| Julien Desseyn                   | Volksunie   | Veurne-Diksmuide-Oostende | Nederlands | |
| André Bourgeois                  | CVP         | Roeselare-Tielt           | Nederlands | |
| Erik Vankeirsbilck               | CVP         | Roeselare-Tielt           | Nederlands | |
| Roger Van Steenkiste             | SP          | Roeselare-Tielt           | Nederlands | Vervangt vanaf 14 februari 1984 Roger Hostekint, die op pensioen gaat. |
| Louis Bril                       | PVV         | Roeselare-Tielt           | Nederlands | |
| Lode Van Biervliet               | Volksunie   | Roeselare-Tielt           | Nederlands | |
| Paul Breyne                      | CVP         | Ieper                     | Nederlands | |
| Cecile Boeraeve-Derycke          | CVP         | Ieper                     | Nederlands | |
| Hubert Van Wambeke               | CVP         | Aalst                     | Nederlands | |
| Ghisleen Willems                 | CVP         | Aalst                     | Nederlands | |
| Marc Galle                       | SP          | Aalst                     | Nederlands | |
| Herman De Loor                   | SP          | Aalst                     | Nederlands | |
| Willy Van Renterghem             | PVV         | Aalst                     | Nederlands | |
| Jan Caudron                      | Volksunie   | Aalst                     | Nederlands | Quaestor vanaf 21 juni 1984. |
| Paul Tant                        | CVP         | Oudenaarde                | Nederlands | |
| Elie Bockstal                    | CVP         | Oudenaarde                | Nederlands | |
| Herman De Croo                   | PVV         | Oudenaarde                | Nederlands | |
| Wilfried Martens                 | CVP         | Gent-Eeklo                | Nederlands | |
| Adhémar d'Alcantara              | CVP         | Gent-Eeklo                | Nederlands | Voorzitter van de commissie Financiën. |
| Adhémar Deneir                   | CVP         | Gent-Eeklo                | Nederlands | Quaestor. |
| Alfons Coppieters                | CVP         | Gent-Eeklo                | Nederlands | |
| Gilbert Temmerman                | SP          | Gent-Eeklo                | Nederlands | Ondervoorzitter vanaf 26 mei 1983. |
| Luc Van den Bossche              | SP          | Gent-Eeklo                | Nederlands | |
| Guy Verhofstadt                  | PVV         | Gent-Eeklo                | Nederlands | Vervangt vanaf 7 januari 1985 Willy De Clercq, die lid van de Europese Commissie wordt. |
| Emile Flamant                    | PVV         | Gent-Eeklo                | Nederlands | Voorzitter van de PVV-fractie vanaf 27 juli 1984. |
| Ignace Van Belle                 | PVV         | Gent-Eeklo                | Nederlands | |
| André Denys                      | PVV         | Gent-Eeklo                | Nederlands | |
| Frans Baert                      | Volksunie   | Gent-Eeklo                | Nederlands | Voorzitter van de Volksunie-fractie vanaf 18 december 1981. |
| Paul Van Grembergen              | Volksunie   | Gent-Eeklo                | Nederlands | Voorzitter van de Volksunie-fractie tot 18 december 1981. |
| Miet Smet                        | CVP         | Sint-Niklaas              | Nederlands | |
| Freddy Willockx                  | SP          | Sint-Niklaas              | Nederlands | |
| Georges Anthuenis                | PVV         | Sint-Niklaas              | Nederlands | |
| Jan Verniers                     | Volksunie   | Sint-Niklaas              | Nederlands | |
| Jan Lenssens                     | CVP         | Dendermonde               | Nederlands | |
| Norbert De Batselier             | SP          | Dendermonde               | Nederlands | |
| Frans Verberckmoes               | PVV         | Dendermonde               | Nederlands | |
| Johan De Mol                     | Volksunie   | Dendermonde               | Nederlands | Vervangt vanaf 2 juli 1983 Jul Van Boxelaer, die wegens een afspraak binnen de Volksunie ontslag neemt. |
| Philippe Maystadt                | PSC         | Charleroi                 | Frans      | |
| Gérard le Hardÿ de Beaulieu      | PSC         | Charleroi                 | Frans      | Quaestor. |
| Roland Lemoine                   | PS          | Charleroi                 | Frans      | Vervangt vanaf 27 juni 1984 Ernest Glinne, die lid wordt van het Europees Parlement. Glinne zelf verving van 28 april 1983 tot 26 juni 1984 Jean-Claude Van Cauwenberghe, die burgemeester van Charleroi werd. |
| Jean-Pol Henry                   | PS          | Charleroi                 | Frans      | Vervangt vanaf 28 april 1983 Jacques Van Gompel, die schepen van Charleroi wordt. |
| André Baudson                    | PS          | Charleroi                 | Frans      | Ondervoorzitter en voorzitter van de commissie Infrastructuur. |
| Philippe Busquin                 | PS          | Charleroi                 | Frans      | |
| Marc Harmegnies                  | PS          | Charleroi                 | Frans      | |
| Jacques Collart                  | PS          | Charleroi                 | Frans      | Vervangt vanaf 27 november 1981 Jean-Marie Vael (PSC), wiens verkiezing ongeldig werd verklaard wegens een vergissing bij het toekennen van de restzetels in het kader van de apparentering.                   |
| Etienne Knoops                   | PRL         | Charleroi                 | Frans      | Voorzitter van de PRL-fractie tot 17 december 1981. |
| Charles Petitjean                | PRL         | Charleroi                 | Frans      | |
| Albert Liénard                   | PSC         | Bergen                    | Frans      | Secretaris. |
| Robert Urbain                    | PS          | Bergen                    | Frans      | |
| Yvon Biefnot                     | PS          | Bergen                    | Frans      | |
| Yvon Harmegnies                  | PS          | Bergen                    | Frans      | |
| Maurice Lafosse                  | PS          | Bergen                    | Frans      | |
| Jacqueline Ghevaert-Croquet      | PRL         | Bergen                    | Frans      | Vervangt vanaf 20 december 1984 de overleden Jacques Mevis. Mevis zelf verving van 10 juni 1983 tot 19 december 1984 Michel Tromont, die provinciegouverneur van Henegouwen werd.                              |
| René Jérôme                      | PSC         | Zinnik                    | Frans      | |
| Richard Gondry                   | PS          | Zinnik                    | Frans      | |
| Jean Delhaye                     | PS          | Zinnik                    | Frans      | |
| Guy Pierard                      | PRL         | Zinnik                    | Frans      | Quaestor. |
| Albert Lernoux                   | PSC         | Thuin                     | Frans      | Vervangt vanaf 27 november 1981 André Bondroit (PS), wiens verkiezing ongeldig werd verklaard wegens een vergissing bij de verdeling van de restzetels in het kader van de apparentering.                      |
| Willy Burgeon                    | PS          | Thuin                     | Frans      | |
| Paul Henrotin                    | PRL         | Thuin                     | Frans      | Vervangt vanaf 31 juli 1984 Daniel Ducarme, die lid wordt van het Europees Parlement. |
| Jean-Pierre Detremmerie          | PSC         | Doornik-Aat-Moeskroen     | Frans      | |
| Marc Lestienne                   | PSC         | Doornik-Aat-Moeskroen     | Frans      | |
| Jean-Baptiste Delhaye            | PS          | Doornik-Aat-Moeskroen     | Frans      | Secretaris en voorzitter van de commissie Binnenlandse Zaken, Algemene Zaken en Openbaar Ambt. |
| Jean-Pierre Perdieu              | PS          | Doornik-Aat-Moeskroen     | Frans      | |
| Georgette Brenez                 | PS          | Doornik-Aat-Moeskroen     | Frans      | |
| André Bertouille                 | PRL         | Doornik-Aat-Moeskroen     | Frans      | |
| Denis D'hondt                    | PRL         | Doornik-Aat-Moeskroen     | Frans      | |
| Guy Coëme                        | PS          | Hoei-Borgworm             | Frans      | |
| Robert Collignon                 | PS          | Hoei-Borgworm             | Frans      | |
| Daniel Fedrigo                   | KPB-PCB     | Hoei-Borgworm             | Frans      | |
| Jean-Pierre Grafé                | PSC         | Luik                      | Frans      | |
| Michel Hansenne                  | PSC         | Luik                      | Frans      | |
| André Cools                      | PS          | Luik                      | Frans      | |
| Claude Dejardin                  | PS          | Luik                      | Frans      | |
| Guy Mathot                       | PS          | Luik                      | Frans      | Voorzitter van de PS-fractie van 18 december 1981 tot 28 september 1983. |
| Alain Van der Biest              | PS          | Luik                      | Frans      | Voorzitter van de PS-fractie vanaf 28 september 1983. |
| Gaston Onkelinx                  | PS          | Luik                      | Frans      | |
| Jean Mottard                     | PS          | Luik                      | Frans      | |
| Edmond Rigo                      | PS          | Luik                      | Frans      | Rigo overlijdt op 24 augustus 1985, maar wordt niet meer vervangen. |
| Jean Gol                         | PRL         | Luik                      | Frans      | |
| Jean Defraigne                   | PRL         | Luik                      | Frans      | Parlementsvoorzitter vanaf 20 december 1981 en vanaf 7 januari 1985 voorzitter van de commissie Buitenlandse Zaken.                                                                                            |
| Philippe Monfils                 | PRL         | Luik                      | Frans      | |
| Henri Mordant                    | RW          | Luik                      | Frans      | |
| José Daras                       | Ecolo       | Luik                      | Frans      | |
| Melchior Wathelet                | PSC         | Verviers                  | Frans      | |
| Albert Gehlen                    | PSC         | Verviers                  | Frans      | |
| Yvan Ylieff                      | PS          | Verviers                  | Frans      | |
| André Damseaux                   | PRL         | Verviers                  | Frans      | |
| Alfred Evers                     | PRL         | Verviers                  | Frans      | |
| Luc Dhoore                       | CVP         | Hasselt                   | Nederlands | |
| Georges Beerden                  | CVP         | Hasselt                   | Nederlands | |
| Willy Claes                      | SP          | Hasselt                   | Nederlands | |
| Eddy Baldewijns                  | SP          | Hasselt                   | Nederlands | Secretaris. |
| Alfred Vreven                    | PVV         | Hasselt                   | Nederlands | Voorzitter van de PVV-fractie tot 17 december 1981. |
| Marilou Vanden Poel-Welkenhuysen | PVV         | Hasselt                   | Nederlands | |
| Willy Desaeyere                  | Volksunie   | Hasselt                   | Nederlands | Voorzitter van de commissie Bedrijfsleven. |
| Lambert Kelchtermans             | CVP         | Tongeren-Maaseik          | Nederlands | Ondervoorzitter en voorzitter van de commissie Tewerkstelling en Sociaal Beleid. |
| Chris Moors                      | CVP         | Tongeren-Maaseik          | Nederlands | |
| Theo Kelchtermans                | CVP         | Tongeren-Maaseik          | Nederlands | |
| Louis Vanvelthoven               | SP          | Tongeren-Maaseik          | Nederlands | Quaestor. |
| Vic Peuskens                     | SP          | Tongeren-Maaseik          | Nederlands | Vervangt vanaf 31 januari 1984 de overleden Hubert Rubens. |
| Fernand Colla                    | PVV         | Tongeren-Maaseik          | Nederlands | Quaestor. |
| Jaak Gabriëls                    | Volksunie   | Tongeren-Maaseik          | Nederlands | |
| Charles-Ferdinand Nothomb        | PSC         | Aarlen-Marche-Bastenaken  | Frans      | |
| Jacques Santkin                  | PS          | Aarlen-Marche-Bastenaken  | Frans      | Vervangt vanaf 31 juli 1984 Marcel Remacle, die lid wordt van het Europees Parlement. |
| Louis Olivier                    | PRL         | Aarlen-Marche-Bastenaken  | Frans      | Ondervoorzitter tot 17 december 1981. |
| Joseph Michel                    | PSC         | Neufchâteau-Virton        | Frans      | Parlementsvoorzitter tot 18 december 1981 en ondervoorzitter vanaf 8 januari 1982. |
| Jean Militis                     | PRL         | Neufchâteau-Virton        | Frans      | |
| Emile Wauthy                     | PSC         | Dinant-Philippeville      | Frans      | Voorzitter van de PSC-fractie. |
| Roger Delizée                    | PS          | Dinant-Philippeville      | Frans      | |
| Charles Cornet d'Elzius          | PRL         | Dinant-Philippeville      | Frans      | |
| Léon Remacle                     | PSC         | Namen                     | Frans      | Voorzitter van de commissie Justitie. |
| Robert Denison                   | PS          | Namen                     | Frans      | Quaestor. |
| Bernard Anselme                  | PS          | Namen                     | Frans      | |
| Charles Poswick                  | PRL         | Namen                     | Frans      | Voorzitter van de commissie Landsverdediging. |
| Jean Barzin                      | PRL         | Namen                     | Frans      | |

## Commissies
Op 6 juni 1985 werd een parlementaire onderzoekscommissie opgericht naar de oorzaken, de omstandigheden en de lessen die moeten worden getrokken uit het Heizeldrama van 29 mei 1985.